# Homalostethus tabulatus
Homalostethus tabulatus är en insektsart som beskrevs av Victor Lallemand 1922. Homalostethus tabulatus ingår i släktet Homalostethus och familjen spottstritar. Inga underarter finns listade i Catalogue of Life.